# Escrita limbu

## História
A Escrita Limbu, conforme antigos relatos, teria sido inventada ao final do século IX pelo Rei Sirijonga Haang, caindo depois em desuso, para ser revitalizada no século XVIII pelo estudioso Te-ongsi Sirijunga Xin Thebe.
As línguas limbu, lepcha e newari são as únicas línguas sino-tibetanas do Himalaia central a ter sua própria escrita. (Sprigg 1959: 590), (Sprigg 1959: 591-592 & MS: 1-4) atestou que a escrita Kiranti ou Limbu foi desenvolvida durante o período de expansão do Budismo em Siquim no início do século XVIII, quando o reino Limbuwan ainda era parte do território siquimês. Essa escrita Limbu-Kiranti teria nascido aproximadamente na mesma época em que a escrita lepcha foi criada pelo Rei de Siquim, Phyag-rdor Nam-gyal (~ 1700-1717). Sua invenção é atribuída ao herói Limbu Te-ongsi Sirijunga (significadp: Sirijonga Reencarnado; refer. a Sirijonga Haang) que for a assassinado pelos monges Tasong em conspiração com o Rei de Siquim, quando o rei do Nepal era Simah Pratap Shah (11 Janeiro 1775 a 17 Novembro 1777; Stiller 141,153). Tanto Limbu-Kiranti e Lepcha foram ostensivamente desenvolvidas com objetivo de facilitar a expansão do Budismo. Enfim, Sirijanga foi um Limbu Budista que estudou com elevados Lamas de Siquim e recebeu o título de  'o Lama Dorge de Yangrup'.
A língua e a escrita foram influenciadas pelas escritas Tibetana e Devanagari. De forma diversa das outras escritas brâmicas, ela não tem caracteres independentes para vogais, pois usa uma letra com vogal inerente (abugida).

## Estrutura
Como em todos abugidaa, uma letra básica representa tanto uma consoante como sua vogal inerente ou “default”. Em língua limbu essa vogal inerente é /ɔ/.
| Letra | IPA   | Notas                      |
| ----- | ----- | -------------------------- |
| ᤁ     | /kɔ/  |                            |
| ᤂ     | /kʰɔ/ |                            |
| ᤃ     | /ɡɔ/  |                            |
| ᤄ     | /ɡʱɔ/ |                            |
| ᤅ     | /ŋɔ/  |                            |
| ᤆ     | /cɔ/  |                            |
| ᤇ     | /cʰɔ/ |                            |
| ᤈ     | /ɟɔ/  |                            |
| ᤉ     | /ɟʱɔ/ | Obsoleta no Limbu moderno  |
| ᤊ     | /ɲɔ/  | Obsoleta no Limbu moderno  |
| ᤋ     | /tɔ/  |                            |
| ᤌ     | /tʰɔ/ |                            |
| ᤍ     | /dɔ/  |                            |
| ᤎ     | /dʱɔ/ |                            |
| ᤏ     | /nɔ/  |                            |
| ᤐ     | /pɔ/  |                            |
| ᤑ     | /pʰɔ/ |                            |
| ᤒ     | /bɔ/  |                            |
| ᤓ     | /bʱɔ/ |                            |
| ᤔ     | /mɔ/  |                            |
| ᤕ     | /jɔ/  |                            |
| ᤖ     | /rɔ/  |                            |
| ᤗ     | /lɔ/  |                            |
| ᤘ     | /wɔ/  |                            |
| ᤙ     | /ʃɔ/  |                            |
| ᤚ     | /ʂɔ/  | Obsoleta no Limbu moderno. |
| ᤛ     | /sɔ/  |                            |
| ᤜ     | /hɔ/  |                            |

Para alterar a vogal inerente à consoante, um diacrítico é adicionado. Aqui mostrado na consoante  /k/ (ᤁ):
| Letra | IPA   |
| ----- | ----- |
| ᤁᤡ     | /ki/  |
| ᤁᤣ     | /ke/  |
| ᤁᤧ     | /kɛ/  |
| ᤁᤠ     | /ka/  |
| ᤁᤨ     | /kɔ/  |
| ᤁᤥ     | /ko/  |
| ᤁᤢ     | /ku/  |
| ᤁᤤ     | /kai/ |
| ᤁᤦ     | /kau/ |

ᤁᤨ representa o mesmo que ᤁ. Alguns escritores não usam o diacrítico por ser redundante.
Grupos de consoantes iniciando palavras são escritos com pequenas marcas seguindo a consoante principal:
| Letra | IPA   |
| ----- | ----- |
| ᤁᤩ     | /kjɔ/ |
| ᤁᤪ     | /krɔ/ |
| ᤁᤫ     | /kwɔ/ |

Consoante no fim de palavras e após vogais curtas são escritas com outro tipo de marcações, exceto quando de certas consoantes finais que aparecem em palavras externas à língua. Seguem as marcas de grupos de consoantes, se houver.
| Letra | IPA   |
| ----- | ----- |
| ᤁᤰ     | /kɔk/ |
| ᤁᤱ     | /kɔŋ/ |
| ᤁᤳ     | /kɔt/ |
| ᤁᤴ     | /kɔn/ |
| ᤁᤵ     | /kɔp/ |
| ᤁᤶ     | /kɔm/ |
| ᤁᤷ     | /kɔr/ |
| ᤁᤸ     | /kɔl/ |

Vogais logas sem uma consoante final após as mesmas são escritas com um diacrítico chamado kemphreng:
| Letra | IPA   |
| ----- | ----- |
| ᤁ᤺     | /kɔː/ |
| ᤁᤡ᤺     | /kiː/ |
| ᤁᤣ᤺     | /keː/ |
| ᤁᤧ᤺     | /kɛː/ |
| ᤁᤠ᤺     | /kaː/ |
| ᤁᤨ᤺     | /kɔː/ |
| ᤁᤥ᤺     | /koː/ |
| ᤁᤢ᤺     | /kuː/ |

Há dois sistemas para escrever vogais longas em sílabas com consoantes final. Um dos sistemas simplesmente combina o kemphreng e a marca de consoante final:
| Letra | IPA    |
| ----- | ------ |
| ᤁ᤺ᤰ     | /kɔːk/ |
| ᤁ᤺ᤱ     | /kɔːŋ/ |
| ᤁ᤺ᤳ     | /kɔːt/ |
| ᤁ᤺ᤴ     | /kɔːn/ |
| ᤁ᤺ᤵ     | /kɔːp/ |
| ᤁ᤺ᤶ     | /kɔːm/ |
| ᤁ᤺ᤷ     | /kɔːr/ |
| ᤁ᤺ᤸ     | /kɔːl/ |

Ou outro sistema consiste em escrever a consoante final com a letra básica e ainda com um diacrítico que marca isso e também consoante final, e a vogal precedente é alongada:
| Letra | IPA    |
| ----- | ------ |
| ᤁᤁ᤻    | /kɔːk/ |
| ᤁᤅ᤻    | /kɔːŋ/ |
| ᤁᤋ᤻    | /kɔːt/ |
| ᤁᤏ᤻    | /kɔːn/ |
| ᤁᤐ᤻    | /kɔːp/ |
| ᤁᤔ᤻    | /kɔːm/ |
| ᤁᤖ᤻    | /kɔːr/ |
| ᤁᤗ᤻    | /kɔːl/ |

Esse mesmo diacrítico pode ser usado para marcar consoantes finais em palavras de origem estrangeira que não têm forma final em Limbu, o que não depende do comprimento da vogal.
A glotalização é marcada pelo sinal chamado mukphreng.
| IPA |       |
| --- | ----- |
| ᤁ᤹   | /kɔʔ/ |

## Unicode
Ver U+1900–U+194F
A classificação Unicode para Limbu é U+1900–U+194F. Grey

O MPH 2B Damase incluído em Windows 7 suporta a escrita Limbu.